# Блувотер-Ейкерс (Нью-Мексико)
Блувотер-Ейкерс (англ. Bluewater Acres) — переписна місцевість (CDP) в США, в окрузі Сібола штату Нью-Мексико. Населення — 174 особи (2020).

## Географія
Блувотер-Ейкерс розташований за координатами 35°15′47″ пн. ш. 108°8′27″ зх. д. / 35.26306° пн. ш. 108.14083° зх. д. (35.263134, -108.140781).  За даними Бюро перепису населення США в 2010 році переписна місцевість мала площу 8,12 км², з яких 8,12 км² — суходіл та 0,01 км² — водойми.

## Демографія
Згідно з переписом 2010 року, у переписній місцевості мешкало 206 осіб у 102 домогосподарствах у складі 60 родин. Густота населення становила 25 осіб/км².  Було 317 помешкань (39/км²).
Расовий склад населення:
| - 82,0 % — білих - 6,8 % — корінних американців - 7,3 % — осіб інших рас |

До двох чи більше рас належало 3,9 %. Частка іспаномовних становила 28,6 % від усіх жителів.
За віковим діапазоном населення розподілялося таким чином: 12,1 % — особи молодші 18 років, 64,6 % — особи у віці 18—64 років, 23,3 % — особи у віці 65 років та старші. Медіана віку мешканця становила 53,8 року. На 100 осіб жіночої статі у переписній місцевості припадало 104,0 чоловіків;  на 100 жінок у віці від 18 років та старших — 98,9 чоловіків також старших 18 років.
Середній дохід на одне домашнє господарство  становив 26 994 долари США (медіана — 28 670), а середній дохід на одну сім'ю — 28 148 доларів (медіана — 29 202). За межею бідності перебувало 36,6 % осіб, у тому числі 52,4 % дітей у віці до 18 років та 43,2 % осіб у віці 65 років та старших.
Цивільне працевлаштоване населення становило 53 особи. Основні галузі зайнятості: освіта, охорона здоров'я та соціальна допомога — 100,0 %.